# Serie 524 de Renfe
La Serie 524 de Renfe, antiguamente denominada Serie 2400 de FEVE, es un modelo de vehículo automotor español de vía estrecha compuesta por dos subseries de unidades diésel que prestan servicio de transporte de pasajeros en el norte de España. Son conocidas popularmente como Apolos y Miniapolos.
Algunas unidades de esta serie también operan en Costa Rica y Argentina.

## Orígenes
Al comenzar la década de los 80 FEVE sólo disponía de material adquirido de segunda mano o procedente de las compañías absorbidas. En cuestión de viajeros, los servicios de mayor importancia eran servidos bien por automotores MAN Serie 2300 o los antiguos Brissonneau et Lotz procedentes de Santander-Bilbao, Ferrocarril del Cantábrico y Económicos de Asturias, o bien por material convencional arrastrado por locomotoras, (1000 Alsthom habitualmente) también procedentes de las compañías anteriores. Los servicios de menor índole eran cubiertos por automotores Billard o Ferrostahl, y también por composiciones convencionales.
En este triste panorama, FEVE decide poner en práctica una política de reforma que traería consigo las nuevas Alsthom/MTM Serie 1600, el nuevo material de mercancías y las unidades 2400.
En 1983 comienzan a llegar las unidades 2400 de tres coches fabricada por la Maquinista Terrestre y Marítima, que pasan a realizar servicios regionales por la cornisa cantábrica comunicando Galicia, Asturias, Cantabria y Vizcaya. Su primera decoración consiste en un fondo blanco con rayas granates y naranjas, con los frontales y el techo en color gris. Montan dos motores MAN D-3256 BTYVE de 305 hp, uno en cada coche motor, acoplados cada uno a un alternador BBC WGXY 315 WG, que alimentaba los motores eléctricos situados en los bogies. En origen los bogies motores eran los situados más cerca de las cabinas de conducción, lo que provocaba algunos problemas de patinaje.
Desde el principio llaman la atención por la cantidad de controles y mecanismos de seguridad que llevan en comparación con el material hasta entonces existente en FEVE, provocando este hecho una frase que acabó por bautizar a estos automotores de por vida: "Esto es más complicado que el mecanismo de un Apolo".
Vistos los resultados que habían ofrecido los Apolos de tres coches, FEVE se decide a comprar en 1985 una nueva partida de unidades, idénticas en toda su parte mecánica a las primeras, pero con una reducida composición de dos coches y un testero de aspecto más moderno, con una sola ventana frontal en vez de las dos ventanas y puerta de intercomunicación de los Apolos. Además estas unidades tenían unas puertas laterales en la cabina de las que carecían los Apolos. Debido a ser una copia reducida de los primeros 2400, a estos se les bautiza con el apodo de Miniapolos.

## Reformas
Con la llegada del nuevo esquema de pintura de FEVE, los Apolos y Miniapolos son también pintados con los nuevos colores blanco y amarillo y el nuevo logotipo, aunque alguna unidad ya llevaba el nuevo logotipo con la decoración original.
Al cabo de los años los motores MAN comienzan a dar muestras de escasez de potencia, sobre todo en los Apolos de tres coches, por lo que se decide probar a circular con ellos en composición de dos coches. El primer Apolo elegido para suprimir el remolque intermedio es el 2402-2452, apartando el intermedio 5452. Poco a poco todas las unidades van perdiendo el remolque intermedio, por lo que las únicas diferencias entre Apolos y Miniapolos pasan a ser el diseño del frontal y las puertas laterales de la cabina.
En el año 1998 FEVE pone en práctica una nueva política de remodelación de material, según la cual las unidades serie 2400, 3500 y 3800 serán reformadas manteniendo su misma numeración, mientras que las 2300 pasaban a ser las series 2600 (Diésel) y 3600 (Eléctrica). La primera de las series en ser reformada es la de los Apolos, recibiendo aire acondicionado, dos nuevos interiorismos (para cercanías y regionales), pupitres de conducción más cómodos, nuevo exterioismo más moderno y reforma de los testeros, igualando Apolos y Miniapolos, con una puerta lateral de intercomunicación. En el antiguo furgón se dejó un espacio libre para equipajes o bicicletas. La velocidad máxima se redujo de 100 a 80 km/h, y se cambió la disposición de los bogies, situando los bogies motores en la posición más cercana al fuelle de comunicación entre coches para reducir los problemas de patinaje. Los motores MAN fueron sustituidos por otros nuevos Volvo Penta DH10A de seis cilindros en línea y 360 cv. La decoración elegida fue un fondo blanco con una franja azul oscura por el lateral, que pasó a ser la decoración unificada para las unidades diésel de FEVE.
En 2001 el automotor experimental FEMA, que se encontraba apartado a causa de los importantes problemas que había dado, es también reformado como los Apolos, pero conservando su forma y sin la puerta de intercomunicación en el frontal. Esta unidad en concreto lleva su interior preparado para servicios de cercanías. Su numeración original 2501-2551 es sustituida por la 2401-2451, que quedaba vacante tras el incendio del Apolo que portaba esta matrícula.
Recientemente se ha ido decorando a todas las unidades con el nuevo esquema de pintura, con fondo blanco y franjas amarillas y azules con el nuevo logotipo de FEVE en grande en el costado.
En 2013 debido a la desaparición de FEVE la serie se integró en el parque de vía estrecha de Renfe Operadora.

## Bases y servicios
Desde su inicio en FEVE los Apolos se encargaron de los servicios más rápidos por la cornisa cantábrica, pero, pese a su velocidad máxima de 100 km/h, nunca se les autorizó a superar los 80. Se encargaban entonces de los trenes Ferrol-Oviedo, Oviedo-Santander y Santander-Bilbao y sus inversos, compartiendo estos servicios con algunas composiciones MAN o de material convencional, y con base en los depósitos de las mencionadas ciudades.
Con la llegada de los Miniapolos se pudo sustituir finalmente a los MAN 2300 en los servicios de larga distancia, y también a los trenes de material convencional, aunque en el caso del Correo Bilbao-León siguió realizándose a menudo con material convencional. Algunos Miniapolos fueron destinados a la zona leonesa, realizando los servicios de cercanías de León.
Tras el temporal cierre de la línea de La Robla, todas las unidades fueron destinadas de nuevo a los servicios regionales de la cornisa, cubriendo suficientemente la demanda, muchas veces en composición múltiple de dos y hasta tres unidades.
Tras la reforma comenzada en 1998 alguna unidad fue destinada a la línea Cartagena-Los Nietos, compartiendo gráfico con los MAN, pero su escasa adaptación al calor murciano hizo que fuera devuelto a la zona norte. Asimismo varias unidades fueron enviadas a la zona leonesa para intentar sustituir a las 2600 que prestaban servicio allí, pero la dureza de la mecánica de estas en comparación con la de los Apolos los hizo fracasar también.
A día de hoy, los Apolos con interiorismo de regionales cubren los servicios Ferrol-Oviedo, Oviedo-Santander, Santander-Bilbao y Bilbao-León, mientras que los que tienen interiorismo de cercanías, entre los que se encuentra el antiguo FEMA, se encargan de diversos servicios de cercanías en Asturias junto con los MANes 2600, algunos incluso bajo catenaria, y otros se encargan de las cercanías gallegas entre Ferrol y Ribadeo, con otros servicios que no llegan hasta el final.

## Ventas al extranjero
Dos unidades de Apolo (2412-5462-2462 y 2414-5464-2464) fueron vendidas al Instituto Costarricense de Ferrocarriles INCOFER Costa Rica, siendo pintados en blanco, rojo y azul y sustituyéndose el clásico silbato que los caracterizaba por unas bocinas semejantes a las de las locomotoras General Electric ya existentes en el ferrocarril. Las dos unidades son renumeradas como UT300 y UT400. En 2008 el mismo ferrocarril muestra de nuevo interés por estas unidades, aunque ya reformadas por Sunsundegui, materializándose esta venta en las unidades 2404-2454, 2410-2460, 2411-2461 y 2413-2463, que en 2009 son enviadas a Costa Rica y este momento se encuentran ya operando en las líneas de Incofer.
El 10 de agosto de 2009, estos vehículos inician el recorrido San José-Heredia. Son elogiadas por la alta calidad de su construcción y acabados. Tienen incorporado aire acondicionado, el esquema de pintura es más similar al de FEVE que al tradicional de Incofer color azul.
Las unidades Apolo 2412 y 2414 siguen prestando servicio en la ruta San Pedro a Pavas, con sus motores repotenciados a Volvo del chasis sueco b 52.
En 2009 otras seis unidades Apolo son vendidas a Argentina. Tres de esas unidades fueron destinadas a la Línea Belgrano Sur, en Buenos Aires, una dupla al Chaco, una a Salta y otra a Tucumán.
En 2010 nuevamente el Instituto Costarricense de Ferrocarriles (INCOFER) Costa Rica muestra interés por adquirir unidades adicionales estas son para la ruta San José - San Antonio de Belén. Esta inició operaciones el 4 de abril de 2011, luego de varios problemas y atrasos con el traslado desde España. Las unidades adquiridas son 2425-2475, 2416-2466, 2423-2473.
En 2012 el INCOFER anuncia la traída de seis unidades más para la línea entre San José - Cartago que inició operaciones en mayo de 2013. Las unidades adquiridas en este caso son las siguientes: 2401 - 2451 (Apolo FEMA), 2405 - 2455, 2407 - 2457, 2409 - 2459, 2415 - 2465, 2429 - 2479.
Actualmente los apolos que funcionan en Costa Rica son 8, 2404 2454 - 2405 2455 - 2407 2457 - 2409 2459 - 2411 2461 (el anterior pintado con esquema de DMU de CRRC serie 3100), 2416 2466 - 2415 2465 y 2413 2463. Funcionan 2 en doble y 4 sencillos.